# Боевой киносборник «Наши девушки»
Боевой киносборник «Наши девушки» — советский фильм 1942 года из серии «боевых киносборников», снятых в годы Великой Отечественной войны. Состоит из двух новелл: «Тоня» (режиссёр Абрам Роом) и «Однажды ночью» (режиссёр Григорий Козинцев).
Фильм на экраны не вышел. Киноведам Евгению Марголиту и Вячеславу Шмырову не удалось найти документы, объясняющие официальные причины невыпуска картины. По их мнению запрет на выпуск связан с прекращением производства боевых киносборников, а также с тем, что в сюжете выводилось отступление Красной армии в 1941—1942 годы, что было нежелательным в последующие годы войны.
Нея Зоркая, без ссылок на какие-либо источники, пишет о запрете так: «Если по поводу „Тони“ начальством ещё были промямлены какие-то упрёки в жертвенности героини, то „Однажды ночью“ положили на полку без объяснений».

## «Тоня»

### Сюжет
Хромая 19-летняя телеграфистка Тоня (Валентина Караваева) мечтает, как и подруги, отправиться на фронт, но вынуждена остаться на рабочем посту. Она отказывается ехать в эвакуацию, обеспечивая телефонией отступающие войска. Городок занимают немцы. Из окна телефонной станции Тоня видит немецкие войска, вступающие в город. Тоне удаётся установить телефонную связь с артиллерийскими частями Красной Армии и координировать направление ракетных ударов по врагу. Когда солдаты противника врываются в её дом, Тоня вызывает огонь на себя. Фильм завершается цитатами из газеты: «артиллерийский разгром врага завершился атакой..» и «только шесть часов удалось врагу задержаться в городе». Тоню с почестями хоронят.

### Актёры
- Валентина Караваева — Тоня Павлова
- Людмила Шабалина — Катя
- Лариса Емельянцева — Аня
- Сергей Столяров — Василий Степанович Павлов, капитан
- Борис Бибиков — Тихон Петрович
- Юрий Коршун — полковник
- Борис Оленин — Борис Оленин, немецкий офицер
- Владимир Шишкин — санитар (нет в титрах)
- Анна Павлова — девушка, звонящая по телефону (нет в титрах)
- Владимир Уральский — машинист (нет в титрах)

### Творческая группа
- Режиссер — Абрам Роом
- Сценарист — Борис Бродский
- Оператор — Леонид Косматов
- Композитор — Сергей Прокофьев
- Художник — Фёдор Бернштам

## «Однажды ночью»

### Сюжет
В ветеринарный пункт прифронтового колхоза, где девушка-медсестра дежурит возле больной свиньи, попадают сразу два парашютиста, один из них — гитлеровcкий диверсант, но кто именно, неизвестно. Тогда колхозница объявляет, что дала им яду. Диверсант выдает себя трусливым поведением.

### Актёры
- Нина Петропавловская — Надя Шилова
- Михаил Кузнецов — Николай Озеров, старший лейтенант
- Аполлон Ячницкий — Павел Сушков, старший лейтенант
- Юрий Боголюбов — Юрий Боголюбов, мальчик

### Творческая группа
- Режиссёр — Григорий Козинцев
- Сценарист — Андрей Ольшанский
- Оператор — Андрей Москвин
- Художник-постановщик — Федор Бернштам.
- Композитор — Гавриил Попов
- Звукорежиссёр — Илья Волк.
- Монтаж — Ева Ладыженская.[5]

## Рецензии
Михаил Шиянов (Новые Известия) отмечал: «Эти фильмы можно критиковать за что угодно: за картонные стенки блиндажей и женоподобных солдат, игрушечные танки и натянутые сюжеты. Но во многих советских лентах военного времени есть то, чего не хватает современному кинематографу: понимание, зачем нужно кино и свобода выражения».